# Café Keese (Hamburg)

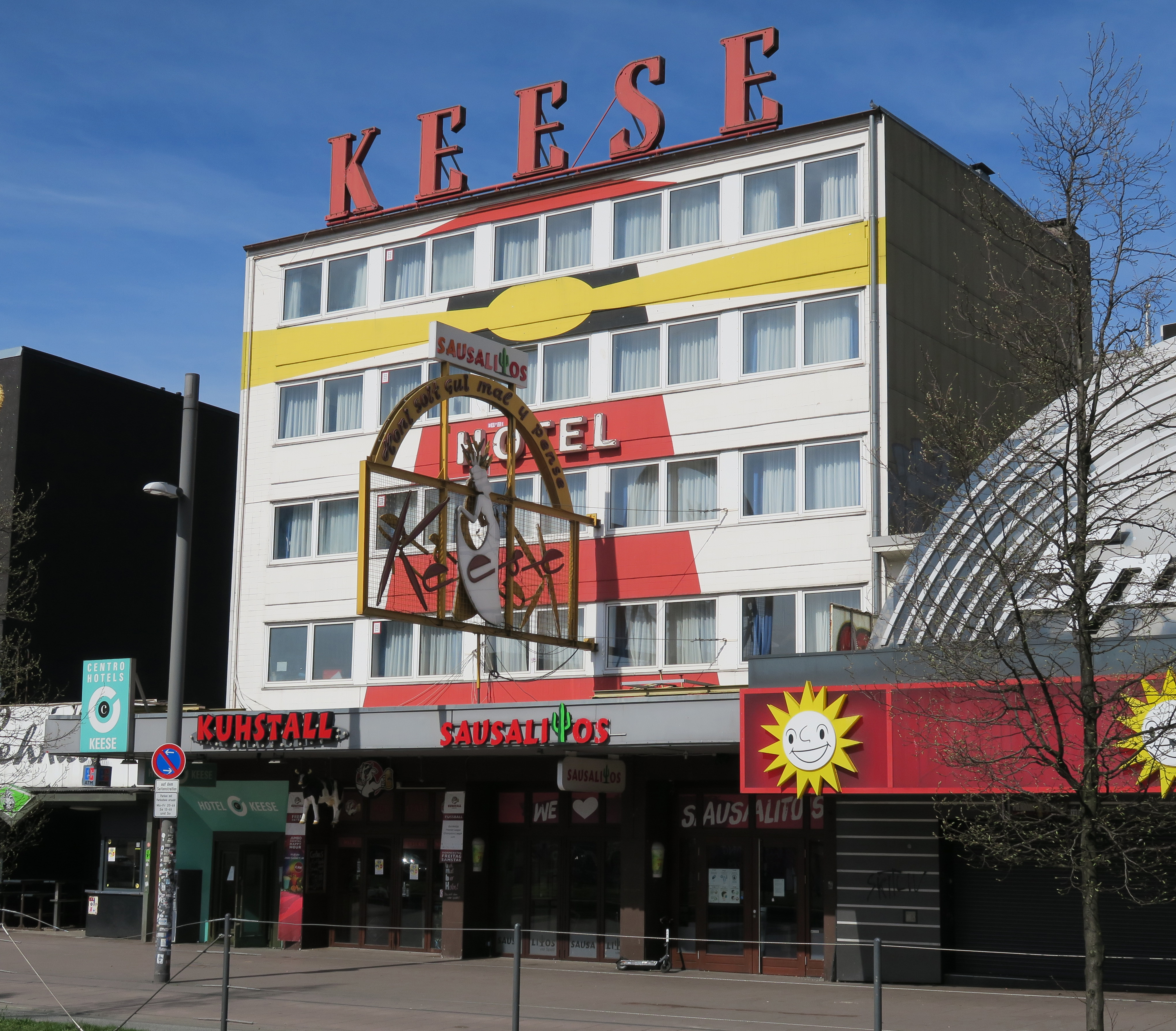
Café Keese (2021)

Das Café Keese in Hamburg wurde 1948 als Tanzlokal auf der Fruchtallee in Hamburg-Eimsbüttel von Bernhard Keese gegründet. Im März 1953 zog man an die Reeperbahn, die Rückseite an der Seilerstraße.
Zu beiden Seiten ist mit erhabenen Lettern der Schriftzug Ermisch-Haus angebracht.

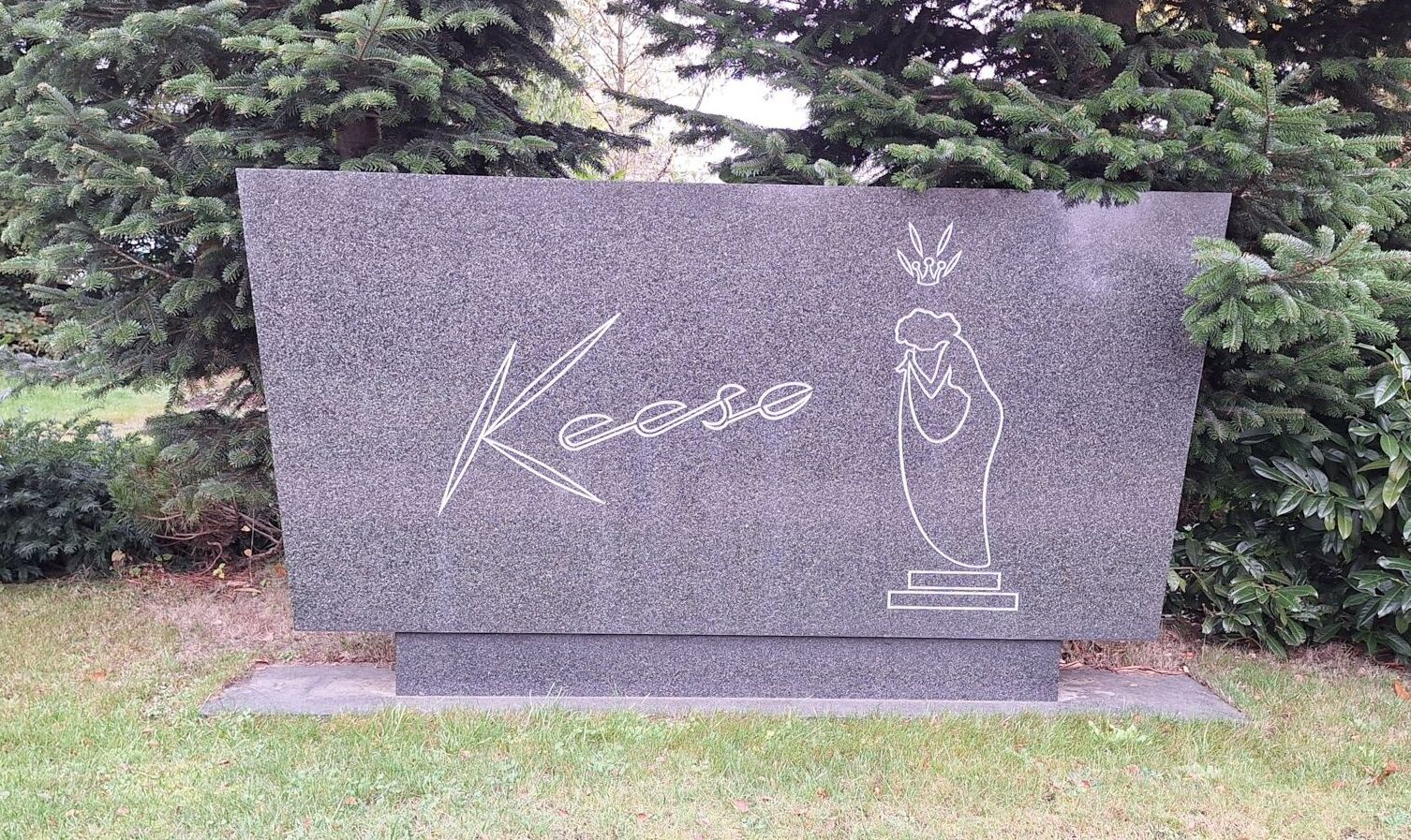
Grabmal des Familiengrabes Keese auf dem Ev.-Luth. Friedhof von Wedel

## Geschichte
In der Nachkriegszeit war das Café Keese ein Tanzlokal insbesondere auch für Alleinstehende. Bundesweit bekannt wurde der Ball Paradox. Hierbei forderten nicht die Herren die Damen zum Tanz auf, sondern umgekehrt, was seinerzeit sehr ungewöhnlich war. Zudem waren viele Männer im Krieg gefallen oder noch in Gefangenschaft, so dass es mehr alleinstehende Frauen als Männer gab. Nummerierte Tischtelefone machten die Kontaktaufnahme möglich. Für einen freundlichen Empfang und die dezente Auswahl der Gäste sorgte ein hochgewachsener Portier in brokatbesetzter Uniform, der bei angetrunkenen Störenfrieden notfalls auch schon mal Tränengas einsetzte, was aber nur selten vorkam.
Im Jahr 1998 starb der letzte Betreiber. Das Café Keese war finanziell nicht mehr tragfähig und der Tanzsalon musste schließen. Das Objekt ging an die Osmanis.
Seit 2002 wurde das Café Keese für Veranstaltungen unterschiedlicher Art genutzt: im Souterrain für den Ball der einsamen Herzen, zur Reeperbahn hin für den Quatsch Comedy Club, und im Souterrain auf der Rückseite durch Clubs wie 16 Monkeys, Bodrum Club, Bar Morphine oder Tunnel.
2008 verschwand der rückwärtige Schriftzug – ein Erkennungsmerkmal des Tanzlokals. Im Rahmen einer neuen Nutzung wurde die Fassade mit roter Farbe überstrichen und so der alte Schriftzug ausgelöscht.
Der Fischhändler Jürgen Gosch pachtete die Immobilie von Burim Osmani und betrieb dort von Ostern 2013 bis zum 1. Oktober 2014 „Die sündigste Fischbude der Welt“ mit ca. 160 Sitzplätzen auf 600 m² im Innenraum plus Straßenverkauf auf einer Terrasse für 60 bis 80 Gäste.
Auf der Rückseite und besonders an der Vorderfront wurden gravierende Veränderungen vorgenommen. Das alte „Café-Keese“-Schild auf der Reeperbahn blieb in veränderter Form erhalten. Das Lokal schloss nach gut 1½ Jahren, da der finanzielle Erfolg ausblieb.
Als neuer Pächter eröffnete dort im Dezember 2015 die Münchner Restaurant-Kette Sausalitos Holding GmbH eine Filiale auf der Reeperbahn.

## Sonstiges

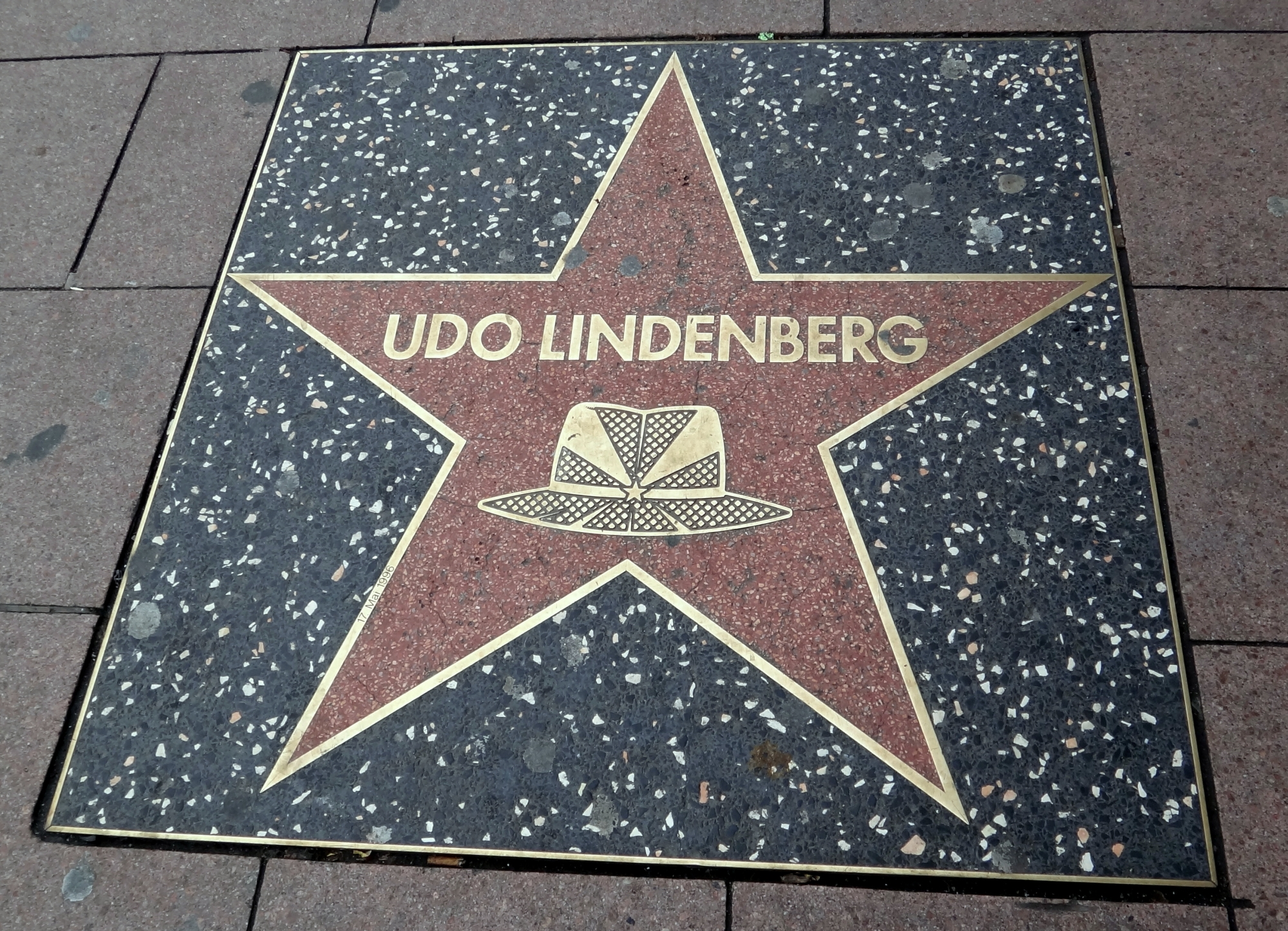
Stern Udo Lindenberg

Vor dem Gebäude ist auf der Reeperbahn seit 1996 der Stern von Udo Lindenberg eingelassen, eine den Sternen des „Hollywood Walk of Fame“ nachempfundene Ehrentafel für den Künstler.